# Кларк, Кейден
Ке́йден Кри́стофер Кларк (англ. Caden Christopher Clark; 27 мая 2003, Медайна, Миннесота, США) — американский футболист, полузащитник клуба «Клёб де Фут Монреаль».

## Карьера

### Клубная карьера
5 февраля 2020 года Кларк подписал контракт с клубом Чемпионшипа ЮСЛ «Нью-Йорк Ред Буллз II». Его профессиональный дебют состоялся 17 июля 2020 года в матче против «Хартфорд Атлетик», в котором он вышел в стартовом составе. 29 августа 2020 года в матче против «Лаудон Юнайтед» забил свой первый гол в профессиональной карьере.
10 октября 2020 года клуб «Нью-Йорк Ред Буллз» подписал контракт с Кларком, после того как выкупил права на него в MLS у «Миннесоты Юнайтед» за $75 тыс. в общих распределительных средствах. В тот же день он дебютировал за «Нью-Йорк Ред Буллз» в матче против «Атланты Юнайтед», в котором, выйдя в стартовом составе, забил гол, принёсший его клубу победу с минимальным счётом, за что был включён в команду недели MLS.
24 июня 2021 года Кларк перешёл в клуб немецкой Бундеслиги «РБ Лейпциг», подписав контракт до июня 2024 года, но остался в «Нью-Йорк Ред Буллз» в аренде на оставшуюся часть сезона 2021. 9 февраля 2022 года Кларк продлил контракт с «РБ Лейпциг» до 2025 года и вернулся в «Нью-Йорк Ред Буллз» в аренду на сезон 2022 с опцией продления. По окончании сезона 2022 срок аренды Кларка в «Нью-Йорк Ред Буллз» истёк.
1 сентября 2023 года Кларк отправился в аренду в клуб Первого дивизиона Дании «Веннсюссель» до 31 декабря 2023 года. Дебютировал за «Веннсюссель» 29 сентября в матче против «Ольборга», выйдя на замену во втором тайме.
7 сентября 2023 года было объявлено о переходе Кларка в клуб MLS «Миннесота Юнайтед» 1 января 2024 года. Игрок подписал с клубом двухлетний контракт с опциями продления ещё на года года. За «Миннесоту Юнайтед» он дебютировал в матче стартового тура сезона 2024 против «Остина» 24 февраля, выйдя на замену в конце второго тайма вместо Франко Фрагапане.
8 августа 2024 года Кларк был обменян в «Клёб де Фут Монреаль» на $50 тыс. в общих распределительных средствах и пик второго раунда Супердрафта MLS 2025. Также «Миннесота» может получить ещё до $100 тыс. при условии достижения им определённых показателей и удержит комиссию в случае его продажи за пределы MLS. За «КФ Монреаль» он дебютировал 24 августа в матче против «Нью-Инглэнд Революшн».

### Международная карьера
3 декабря 2021 года Кларк был впервые вызван в сборную США, в тренировочный лагерь перед товарищеским матчем со сборной Боснии и Герцеговины 18 декабря, но в самом матче остался в запасе.
В составе сборной США до 20 лет Кларк стал победителем молодёжного чемпионата КОНКАКАФ 2022.

## Достижения
Командные
 сборная США до 20 лет
- Победитель молодёжного чемпионата КОНКАКАФ: 2022

## Статистика
| Выступление           | Выступление      | Выступление      | Лига | Лига | Плей-офф | Плей-офф | Кубок | Кубок | Континент | Континент | Итого | Итого |
| Клуб                  | Лига             | Сезон            | Игры | Голы | Игры     | Голы     | Игры  | Голы  | Игры      | Голы      | Игры  | Голы  |
| --------------------- | ---------------- | ---------------- | ---- | ---- | -------- | -------- | ----- | ----- | --------- | --------- | ----- | ----- |
| Нью-Йорк Ред Буллз II | USLC             | 2020             | 12   | 3    | —        | —        | —     | —     | —         | —         | 12    | 3     |
| Нью-Йорк Ред Буллз II | USLC             | 2022             | 5    | 1    | —        | —        | —     | —     | —         | —         | 5     | 1     |
| Нью-Йорк Ред Буллз II | Итого            | Итого            | 17   | 4    | —        | —        | —     | —     | —         | —         | 17    | 4     |
| Нью-Йорк Ред Буллз    | MLS              | 2020             | 7    | 2    | 1        | 1        | —     | —     | —         | —         | 8     | 3     |
| Нью-Йорк Ред Буллз    | MLS              | 2021             | 24   | 4    | 1        | 0        | —     | —     | —         | —         | 25    | 4     |
| Нью-Йорк Ред Буллз    | MLS              | 2022             | 16   | 1    | 0        | 0        | 1     | 0     | —         | —         | 17    | 1     |
| Нью-Йорк Ред Буллз    | Итого            | Итого            | 47   | 7    | 2        | 1        | 1     | 0     | —         | —         | 50    | 8     |
| РБ Лейпциг            | Бундеслига       | 2022/23          | 0    | 0    | —        | —        | 0     | 0     | —         | —         | 0     | 0     |
| РБ Лейпциг            | Итого            | Итого            | 0    | 0    | —        | —        | 0     | 0     | —         | —         | 0     | 0     |
| Веннсюссель           | Первый дивизион  | 2023/24          | 2    | 0    | —        | —        | 0     | 0     | —         | —         | 2     | 0     |
| Веннсюссель           | Итого            | Итого            | 2    | 0    | —        | —        | 0     | 0     | —         | —         | 2     | 0     |
| Миннесота Юнайтед     | MLS              | 2024             | 23   | 0    | —        | —        | —     | —     | 0         | 0         | 23    | 0     |
| Миннесота Юнайтед     | Итого            | Итого            | 23   | 0    | —        | —        | —     | —     | 0         | 0         | 23    | 0     |
| Миннесота Юнайтед 2   | MLS Next Pro     | 2024             | 1    | 0    | —        | —        | —     | —     | —         | —         | 1     | 0     |
| Миннесота Юнайтед 2   | Итого            | Итого            | 1    | 0    | —        | —        | —     | —     | —         | —         | 1     | 0     |
| Клёб де Фут Монреаль  | MLS              | 2024             | 1    | 0    | —        | —        | —     | —     | —         | —         | 1     | 0     |
| Клёб де Фут Монреаль  | Итого            | Итого            | 1    | 0    | —        | —        | —     | —     | —         | —         | 1     | 0     |
| Всего за карьеру      | Всего за карьеру | Всего за карьеру | 91   | 11   | 2        | 1        | 1     | 0     | —         | —         | 94    | 12    |